# Thabo Bester
Thabo Bester (nacido el 13 de junio de 1986) es un violador y asesino convicto sudafricano que escapó del Centro Correccional de Mangaung en Sudáfrica después de fingir su muerte en un incendio en su celda de prisión en mayo de 2022. Estuvo prófugo durante casi un año antes de ser capturado en Arusha, Tanzania, el 8 de abril de 2023. Fue arrestado junto con su pareja y presunta cómplice, Nandipha Magudumana, una médica famosa en Sudáfrica.Bester se había hecho conocido como el «violador de Facebook» porque utilizaba la plataforma para atraer modelos con oportunidades laborales falsas. Se declaró culpable de dos violaciones y un asesinato y fue condenado a cadena perpetua.

## Primeros años de vida
Bester se ha hecho famoso por sus actividades criminales y su estafa. Ha utilizado múltiples alias a lo largo de esta carrera criminal. A la edad de 19 años, pasó dos años en prisión por fraude antes de violar su libertad condicional, violar a dos modelos y asesinar a su novia, Nomfundo Tiyhulu. Se declaró culpable de las violaciones en 2011 y del asesinato en 2012. Fue condenado a cadena perpetua.

## Encarcelamiento y fuga
Bester fue encarcelado en el Centro Correccional Mangaung en Sudáfrica, una prisión privada de máxima seguridad propiedad y administrada por la empresa de seguridad multinacional G4S. Mientras estaba en prisión, Bester dirigió una empresa de eventos y medios falsos llamada 21st Century Media, que se hacía pasar por una subsidiaria del grupo de medios multinacional 21st Century Fox. El único director de la empresa era Phumudzo Thenga, pero se cree que Bester desempeñó un papel práctico en la empresa, enviando instrucciones por mensaje de texto mientras estaba en prisión. En 2018, la compañía se convirtió en objeto de protestas en los medios después de anunciar falsamente a Taraji P. Henson y Halle Berry como oradores invitados de un evento. Henson y Berry desestimaron las afirmaciones en Twitter y el evento nunca tuvo lugar. Más tarde, Thenga se distanció de la empresa y dijo que Bester la estafó.
El 3 de mayo de 2022, Bester fue declarado muerto después de que se produjera un incendio en su celda en el Centro Correccional de Mangaung en Bloemfontein y se encontrara un cuerpo quemado hasta quedar irreconocible. El Departamento de Servicios Correccionales anunció su muerte al público el mismo día y dijo que se había suicidado. En octubre de 2022, la agencia de noticias sudafricana GroundUp publicó un artículo de Marecia Damons planteando dudas sobre la investigación sobre la muerte de Bester. En enero de 2023, GroundUp publicó otro artículo de Damons citando resultados post mortem del cuerpo encontrado en la celda de Bester, que encontraron que el cuerpo estaba muerto antes de que se iniciara el incendio. El artículo de GroundUp también reveló que la policía había comenzado a investigar un asesinato.
El 15 de marzo de 2023, GroundUp publicó un tercer artículo, de Marecia Damons y Daniel Steyn, que revelaba pruebas de que Bester había fingido su muerte en el incendio y había escapado de prisión. El artículo también menciona un caso judicial iniciado por Nandipha Magudumana, una médica famosa en Sudáfrica, para que le devolvieran el cuerpo encontrado en la celda, que se creía que era el de Bester en ese momento. En sus documentos judiciales, Magudumana afirmó ser la esposa de Bester según la ley consuetudinaria.
El 17 de marzo de 2023, Damons y Steyn publicaron otro artículo que contenía fotografías de Bester y Magudumana comprando en una tienda Woolworths en Sandton City. Una semana más tarde, tras la protesta pública, el Departamento de Servicios Correccionales admitió que Bester se había escapado de prisión.
La empresa de seguridad privada Fidelity recurrió a Facebook para ofrecer una recompensa de 100.000 rands por cualquier información que condujera al arresto y condena de Bester. Posteriormente, en abril de 2023, la policía confirmó que el cuerpo quemado era el de Katlego Bereng Mpholo, que había desaparecido en abril de 2022.
En un testimonio ante el parlamento en abril de 2023, el juez inspector de servicios penitenciarios Edwin Cameron dijo que él era la fuente de información filtrada a GroundUp.

## Vida después de la prisión y el nuevo arresto
Después de escapar de la prisión, Bester vivió en una mansión alquilada en Hyde Park, Johannesburgo, con Nandipha Magudumana. Usó el seudónimo de TK Nkwana. Bester y Magudumana dirigieron una empresa inmobiliaria fraudulenta, Arum Properties, y convencieron a varias personas para que pagaran depósitos por proyectos de construcción que nunca se completaron.
El 8 de abril de 2023, Bester y Magudumana fueron arrestados por las autoridades tanzanas en Arusha, Tanzania. La pareja fue deportada y regresó a Sudáfrica varios días después. En mayo de 2023, ocho personas han sido acusadas en relación con la fuga de Bester.

## Ciudadanía
Bester nunca fue documentado oficialmente como ciudadano sudafricano ante el Departamento del Interior. El ministro del Interior, Aaron Motsoaledi, dijo que cuando Bester fue capturado en Tanzania en abril de 2023, se le encontró en posesión de un pasaporte estadounidense bajo el nombre de Tom Williams Kelly. Motsoaledi dijo que aunque Bester nació en el Hospital Chris Hani Baragwanath el 13 de junio de 1986, nunca fue inscrito en el Registro Nacional de Población. El 22 de mayo de 2023, Motsoaledi anunció que Bester había sido incluido en el Registro Nacional de Población y se le había proporcionado un documento de identidad.